# The Incredible Machine
Pour les articles homonymes, voir TIM.
Pour le film documentaire, voir The Incredible Machine (film).
The Incredible Machine (littéralement L'incroyable machine) ou TIM est un jeu vidéo de puzzle de Sierra On-Line sorti en 1992 sous PC (DOS) et Mac OS. Très innovant pour l'époque, ce jeu de type puzzle propose de créer des machines de Rube Goldberg (réaction en chaîne) afin d'arriver à un but.
Il a pour suite The Incredible Machine 2.

## Système de jeu
Le jeu consiste à combiner des éléments mis à disposition pour créer une réaction en chaîne et engendrer un résultat, par exemple mettre une balle dans un trou, faire éclater un ballon, etc. L'objectif est souvent simple, mais les moyens d'y arriver sont souvent complexes même s'ils laissent une relative liberté au joueur pour parvenir à ses fins.
Le TIM original comporte 45 objets et 87 niveaux. L'extension sortie en 1993, The Even More Incredible Machine (La machine encore plus incroyable) ajoute 11 objets et 73 niveaux au jeu.
Les 56 éléments ont chacun leurs propriétés : balle de tennis, boule de bowling, balle de baseball, ballon, clou, gant de boxe, pistolet, ciseaux, générateur, aspirateur, ventilateur, murs, engrenage, ampoule, dynamite, canon, entre autres. De plus, certains niveaux font entrer en jeu une gravité et/ou une pression particulière qui modifie les propriétés des éléments.
Le jeu propose plus de 160 niveaux à résoudre le plus rapidement possible pour gagner des points. La sauvegarde s'effectue avec des mots de passe. Il est également possible de créer des niveaux.

## Postérité
The Incredible Machine 2 est sorti en 1994 et propose plus d'objets et de nouveaux niveaux au travers d'une nouvelle interface.
The Incredible Machine 3 renommé Les Incroyables machines du professeur TIM, est sorti un an après, mais il ne s'agit que de la version 2 adaptée à Microsoft Windows, dans laquelle les niveaux faits au laboratoire sont redimensionnables, et les traductions et les musiques sont refaites. Le jeu gagne une interface avec des menus, une barre d'outils, des fenêtres « palettes ». Les curseurs de souris du jeu sont remplacés par ceux du système. Mais aucun niveau n'est ajouté au jeu.